# Human (chanson des Killers)
Pour les articles homonymes, voir Human.
Ne doit pas être confondu avec Human (chanson de The Human League).
Singles de The Killers
Don't Shoot Me Santa
(2007) Spaceman
(2008)
Human est une chanson du groupe de rock américain The Killers. Il s'agit du premier single du troisième album studio du groupe Day and Age (2009).
Troisième chanson du groupe à entrer dans le top 5 du UK Singles Chart, elle atteint sa meilleure place (2e) aux Pays-Bas.